# Jacek Korentz
Jacek Korentz – polski inżynier, doktor habilitowany nauk technicznych.

## Życiorys
W 1980 r. ukończył studia budownicze w Wyższej Szkole Inżynierskiej w Zielonej Górze, w 1992 r. obronił pracę doktorską pt. Odporność stref przypodporowych rygli ram żelbetonowych na obciążenia cykliczne, której promotorem był dr hab. Stanisław Misztal, w 2016 r. habilitował się na podstawie pracy zatytułowanej Metoda analizy żelbetowych elementów prętowych w stanie deformacji pozakrytycznych. 
Został pracownikiem naukowym na Uniwersytecie Zielonogórskim, oraz w Państwowej Wyższej Szkole Zawodowa im. Jana Amosa Komeńskiego w Lesznie.